# Dysoxylum medogense
Dysoxylum medogense är en tvåhjärtbladig växtart som beskrevs av C.Y. Wu & H. Li. Dysoxylum medogense ingår i släktet Dysoxylum och familjen Meliaceae. Inga underarter finns listade i Catalogue of Life.